# Ганглионарный бугорок

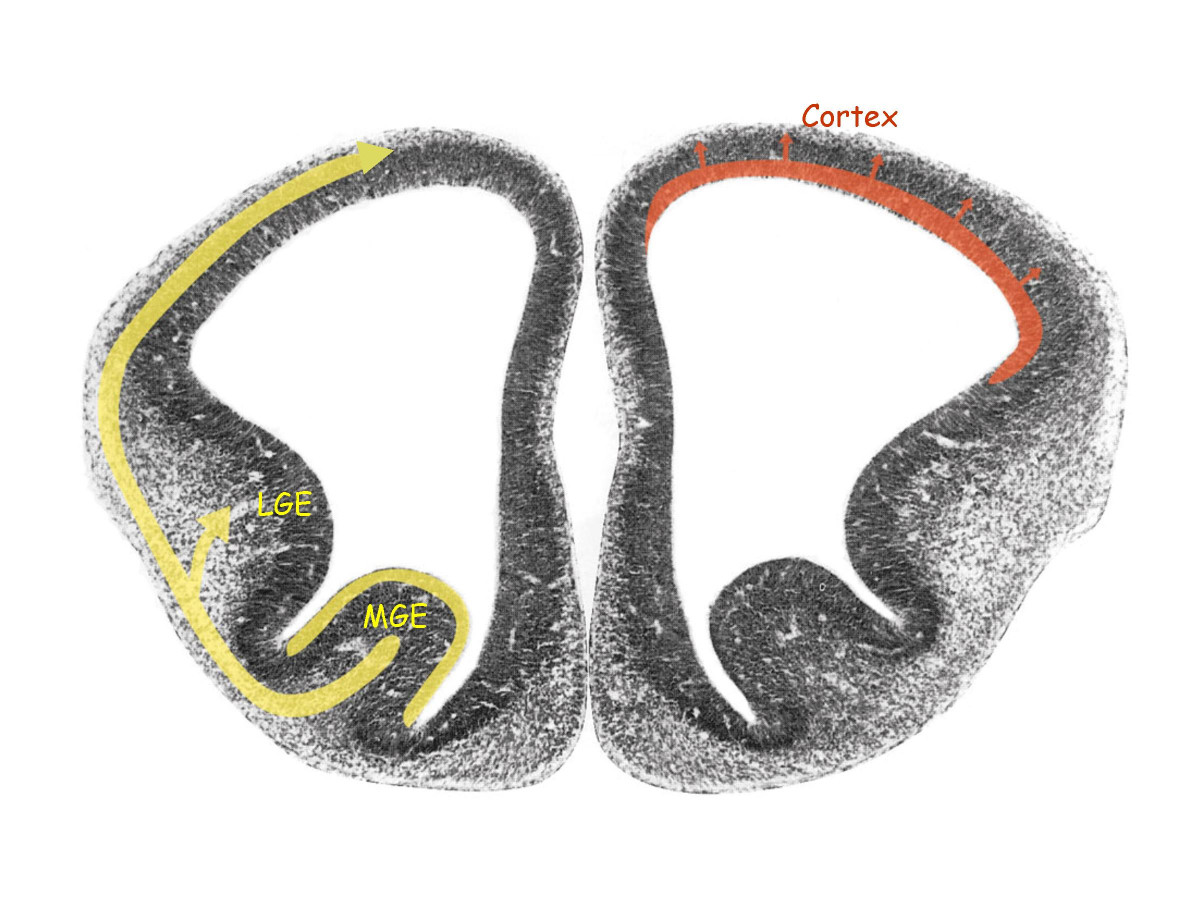
Поперечный срез мозга мыши на 12.5 день развития. Отмечены медиальный (MGE) и латеральный (LGE) ганглионарные бугорки. ГАМКергические нейроны мигрируют к кортикальной закладке (желтая стрелка). Глутаматергические нейроны (оранжевый цвет) возникают локально в коре и мигрируют радиально. Человека отличает бо́льшая пропорция ГАМКергических нейронов, возникающих в кортикальной вентрикулярной зоне и мигрирующих в кортекс радиально.

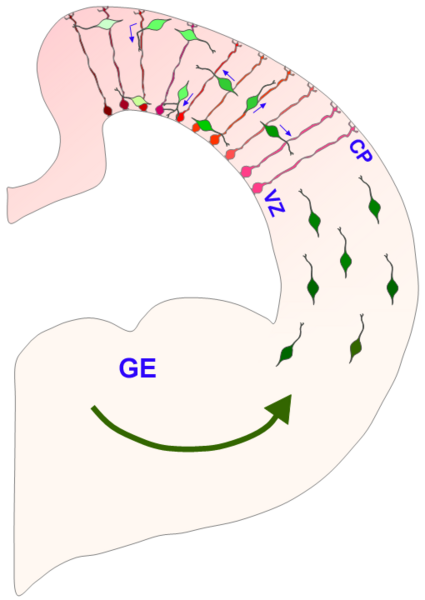
Мигрирующие из ганглионарного бугорка (GE) интернейроны вступают во взаимодействие с радиальной глией (CP - кортикальная пластинка, VZ - вентрикулярная зона). Из Yokota et al., 2007.

Ганглионарный бугорок (англ. Ganglionic eminence, сокр. GE) или ганглиозный бугорок — временная структура, присутствующая в мозге на эмбриональной и фетальной стадиях развития. Ганглионарный бугорок находится в вентральной части конечного мозга, вдаваясь в полость желудочков, и является зачатком базальных ганглиев. Ганглионарный бугорок вносит значительный вклад в создание популяции ГАМКергических интернейронов коры головного мозга. У человека, он также служит источником нейронов дорсального таламуса, чей миграционный путь пролегает через временную структуру — ганглионарно-таламусное тело (англ. gangliothalamic body, GTB). Он также является промежуточной целью для растущих аксонов таламуса (на пути в кору головного мозга) и аксонов коры (на пути в таламус). Во второй половине беременности, ганглионарный бугорок производит олигодендроциты. Исчезает бугорок только по приближении нормального срока разрешения от бремени. 
Иногда ганглионарный бугорок называют герминальной (зародышевой) матрицей (англ. Germinal matrix), либо вносят в её состав. Кровоизлияние в герминальной матрице (англ. Germinal matrix hemorrhage, GMH) — наиболее распространённое серьёзное неврологическое осложнение преждевременных родов. Ганглионарный бугорок является самым частым источником кровотечения и исследуется с целью обнаружения причин этой патологии.
Ганглионарный бугорок подразделяют на три части — латеральный, медиальный, и каудальный ганглионарные бугорки (англ. lateral (LGE), medial (MGE), caudal ganglionic eminence (CGE)) Отличие трёх ганглионарных бугорков в том, что они поставляют разные типы клеток в разные зоны головного мозга. Большинство нейронов вентрального стриатума возникают из прекурсоров, зародившихся в латеральном ганглиозном бугорке. В его структуре присутствуют нервные клетки-предшественники, имеющие характеристики радиальной глии и волокна, ведущие от вентрикулярной зоны к мягкой мозговой оболочке. Эти клетки обеспечивают поддержку мигрирующих нейронов. На начальной стадии развития мозга, медиальный ганглиозный бугорок является местом зарождения рилин-негативных пионерных нейронов маргинальной зоны. Пионерские нейроны посылают длинные проекционные аксоны, пересекающие кортикальную пластинку и достигающие субпластинки и боковой границы латерального ганглиозного бугорка. На более поздних стадиях, клетки медиального бугорка мигрируют латерально и широко распространяются по коре головного мозга, а большая часть клеток каудального ганглиозного бугорка мигрируют в каудальную часть конечного мозга по так называемому каудальному миграционному тракту.
Миграция ГАМК-ергических нейронов из ганглионарного бугорка в дорсальный таламус отмечена лишь у человека, что отличает его от всех других видов, включая высших приматов. Миграция происходит уже после окончания нейрогенеза в диэнцефальной пролиферативной зоне. ГАМК-эргические нейроны в таламусе присутствуют в незначительной степени у грызунов, а у приматов составляют уже приблизительно 30 % численности в каждом из ядер таламуса, что свидетельствует о возникшей в ходе эволюции мозга необходимости в увеличении популяции нейронов этого типа. Ганглионарный бугорок служит специфическим источником ГАМК-эргических нейронов для больших ассоциативных ядер таламуса, таких как задний бугорок и медиодорсальное ядро.

### Изображения
- Изображение ганглиозного бугорка. «Миграция нейрональных прекурсоров in vitro» (англ. Migration of embryonic neuronal precursors in vitro)
- Изображение. Экспрессия гена Lhx6 в медиальных ганглиозных бугорках мыши и крысы.
- Изображение. Латеральный и медиальный ганглиозные бугорки. Фронтальный срез мозга мыши, 14 и 16 сутки эмбрионального развития. Стрелками показано направление миграции клеток.
- Изображение. Миграция нейронов из медиального ганглиозного бугорка. Микрофотографии. Дана схема распределения направлений миграции.
- Изображение. Последовательные кадры, демонстрирующие миграцию нейронов из каудального ганглиозного бугорка к гиппокампу.
- Изображение. Миграция нейронов из ганглионарного бугорка в дорсальный таламус. Передний мозг 20-недельного зародыша человека.